# Коломенское духовное училище
Коло́менское духовное училище (КДУ) — духовное учебное заведение Московской епархии Русской православной церкви, существовавшее в 1800—1917 годы. Располагалось на территории кремля г. Коломны в зданиях нынешнего Новоголутвина монастыря.

## История
В 1799 году Коломенская духовная семинария вместе с кафедрой архиерея была переведена Тулу. Перевод семинарии завершился в начале февраля 1800 года. В самой же Коломне, присоединённой к Московской епархии, было образовано двухгодичное Коломенское духовное училище (что статусом ниже семинарии). Для его материальной поддержки было создано православное братство им. св. Филарета Милостивого, так как многие воспитанники училища были из небогатых семей. В училище действовало регентское отделение.
В период с осени 1812 по осень 1814 года не действовало. В 1814—1884 годы подведомственно правлению Московской духовной семинарии. Обучались в основном дети приходского духовенства Коломенского и Бронницкого уезда. Выпускники обучались в Московской духовной семинарии.
В 1990 году по благословению митрополита Крутицкого и Коломенского Ювеналия в одном из зданий Свято-Троицкого Ново-Голутвина монастыря (одноэтажном южном корпусе) открылось Московское епархиальное духовное училище с 2-летним курсом обучения, во главе с протоиереем Николаем Качанкиным, настоятелем Успенского кафедрального собора Коломны.
В 1994 году был создан хор студентов Коломенского духовного училища, впоследствии ставший частью хора духовенства Московской епархии.
В 1995 году после реставрационных работ в одном из братских корпусов Старо-Голутвина монастыря туда было переведено Коломенское духовное училище, с переходом на 3-летний срок обучения.
В начале 1996 года решением Священного Синода Русской православной церкви Московское епархиальное училище было преобразовано в Коломенскую духовную семинарию, с введением 4-летнего срока обучения. За время 6-летнего существования духовного училища (1990—1996) было 3 выпуска учащихся, в большинстве своём принявших священный сан.